# Hełm wz. 63

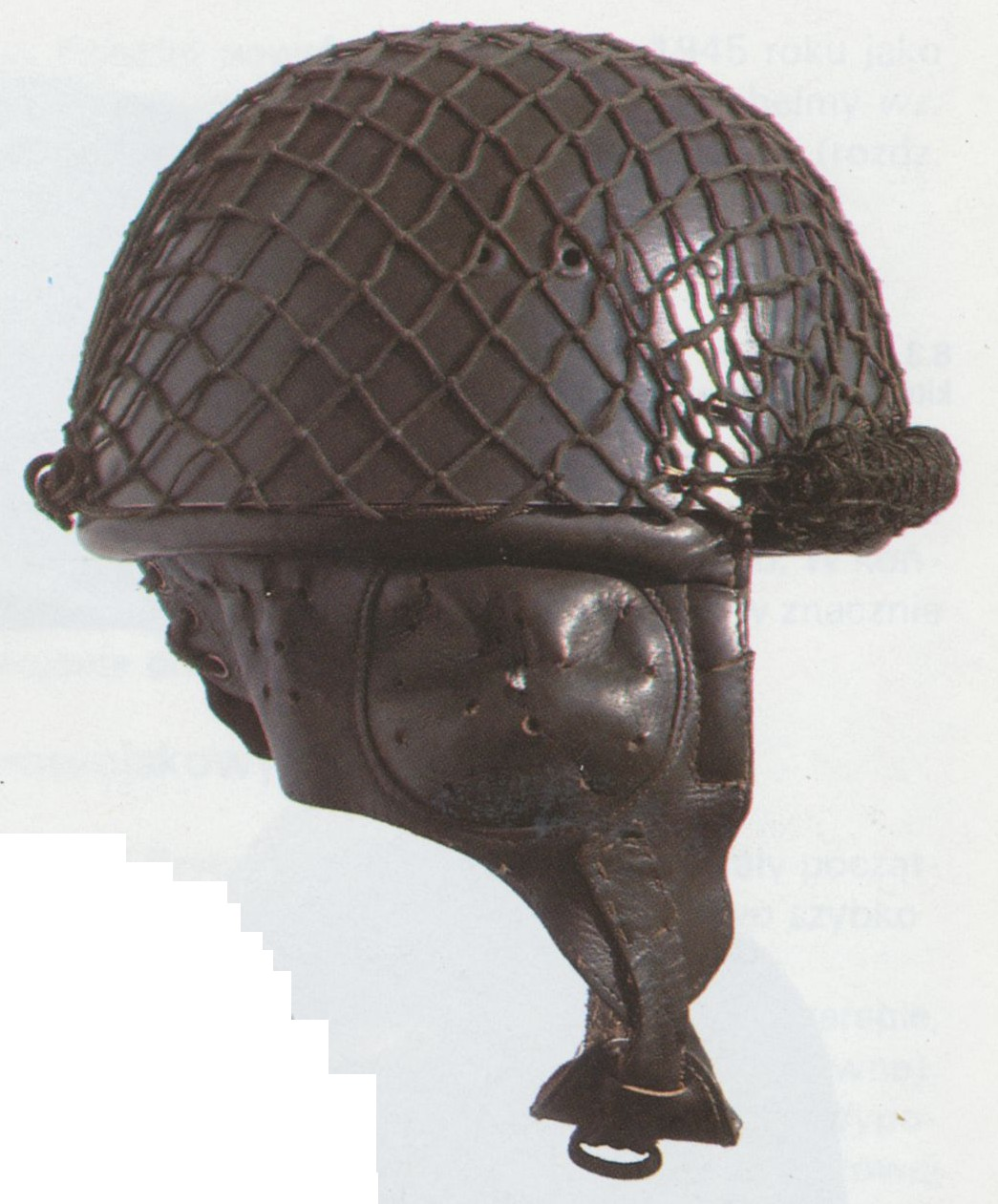
Hełm wz. 63

Hełm wz. 63 – polski hełm przeznaczony dla wojsk powietrznodesantowych wprowadzony w latach 60. w Wojsku Polskim, wycofany.

## Historia
W Wojsku Polskim hełmy wz. 63 były używane przez żołnierzy 6 Pomorskiej Dywizji Powietrznodesantowej oraz licznych jednostek specjalnych (JW 4101, 56 KS czy 62 KS) od lat 60. XX wieku do drugiej dekady XXI wieku.
Polska Rzeczypospolita Ludowa wyeksportowała pewną liczbę hełmów wz.63 do NRD oraz Iraku.

## Budowa
Dzwon hełmu wz. 63 ma kształt owalnej czaszy bez daszka i nakarczka. Wymiary dzwonu wynoszą: wysokość 140 mm, długość 245 mm (po zmianach 243 mm), szerokości 206 mm (po zmianach 213 mm). Masa hełmu wraz z pełnym wyposażeniem wynosi ok. 1,5 kg. W dzwoni umieszczono otwory wentylacyjne: po dwa z każdego boku.
Fasunek niemal identyczny jak ten z hełmu wz. 50, różnica polega na zastosowaniu dodatkowego amortyzatora w postaci podkładki z tworzywa piankowego. Dodatkowo w hełmie zastosowano wałek amortyzacyjny (wzdłuż obrzeża hełmu, wystaje nieco zabezpieczając przed ostrą krawędzią) oraz pilotkę ze skóry (krótsza niż w hełmach motocyklowych). Po bokach pilotki znajdują się kieszonki na słuchawki.

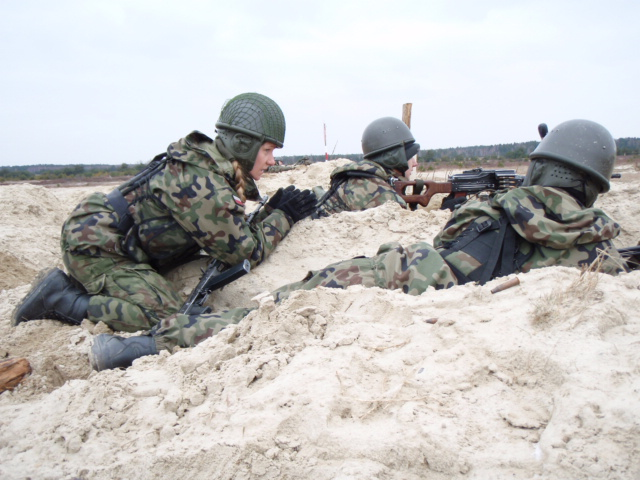
Żołnierze w hełmach wz. 63

Hełmy malowane są lakierem gładkim w kolorze khaki. Wraz z hełmem wz. 63 stosuje się siatki maskujące oraz pokrowce.

## Czasy obecne
W marcu 2015 roku 6 Brygada Powietrznodesantowa oraz 25 Brygada Kawalerii Powietrznej otrzymały ponad 5 tysięcy nowych hełmów HA-03 wyprodukowanych przez Maskpol, które docelowo miały zastąpić hełmy wz. 63. Nowe hełmy pozostawały na wyposażeniu do marca 2016, kiedy to zostały wycofane ze szkolenia spadochronowego z uwagi na wady konstrukcyjne (są jednak dalej wykorzystywane w szkoleniu naziemnym). W związku z tym na wyposażeniu wojsk powietrznodesantowych wciąż pozostają hełmy wz. 63.

## Użytkownicy
- Polska
- Niemiecka Republika Demokratyczna[4]
- Irak[5][6][7]